# Росси, Николас (футболист, 2002)
Николас Давид Росси Марачльян (исп. Nicolás David Rossi Marachlian; род. 21 марта 2002, Монтевидео) — уругвайский футболист, вингер нидерландского клуба «Дордрехт».

## Клубная карьера
Росси — воспитанник клуба «Пеньяроль». 25 ноября 2021 года в матче против «Прогресо» он дебютировал в уругвайской Примере. В своём дебютном сезоне игрок выиграл чемпионат. 27 июля 2022 года в поединке против «Рентистас» Николас забил свой первый гол за «Пеньяроль». Летом 2023 года Росси перешёл в «Данубио» на правах аренды. 26 августа в матче против «Ливерпуля» он дебютировал за новую команду. 20 апреля 2024 года в поединке против «Серро-Ларго» Николас забил свой первый гол за «Данубио». По окончании аренды игрок вернулся в «Пеньяроль».
Летом 2025 года перешёл в нидерландский «Дордрехт», подписав двухлетний контракт с возможностью продления ещё на один сезон.

## Достижения
Командные
 «Пеньяроль»
- Победитель уругвайской Примеры — 2021